# Église morave Friedensfeld de Christiansted
L'église morave Friedensfeld, (en français Champ de la Paix), est une église dépendante des Frères moraves, située à Christiansted, dans les Îles Vierges des États-Unis. 

## Historique
En 1807, les Frères moraves achetèrent six acres de terrain et commencèrent la construction de l'église morave Friedensfeld en 1807. Elle fut retardée en raison des perturbations causées par l'occupation britannique des Îles Vierges de 1807 à 1815 mais fut inaugurée le 12 février 1819. L'église actuelle a été construite en 1854, remplaçant une structure de 1819 et semble avoir été préfabriquée en Allemagne et assemblée sur place par des artisans allemands et des constructeurs locaux.

## Architecture

### Architecture extérieure
L’église morave Friedensfeld, combinant des éléments néo-gothiques et classiques fait environ 17 mètres sur 23 mètres et était considérée comme l’une des plus grandes structures à ossature de bois des Îles Vierges des États-Unis.

## Presbytère
Le presbytère, lui aussi classé et construit en 1810, mesure environ 21 mètres par 13 mètres et est relié à l'église par un chemin de pierre.